# Квамі Крістофа Дікену
Квамі Крістофа Дікену (Kwami Christophe Dikenou) (18 жовтня 1950) — науковець і дипломат. Доктор філософських наук. Надзвичайний і Повноважний Посол Того в Німеччині та в Україні за сумісництвом.

## Життєпис
Народився 18 жовтня 1950 року. У 1971—1978 рр. навчався у Папському Урбаніанському університеті, Рим і Університет Фрібурга, Швейцарія; 1978 Випускник Інституту міжнародних досліджень, Женева; 1979 р. Ступінь європейських студій, Нансі університет, Франція; 1987 р. Ліценціат, Університет Ломе, Того; 1988 Міжнародний навчальний центр з прав людини і викладання миру, Женева; 2002 Доктор філософії / з прикладної етики, Університет Ломе, Того. Володіє мовами: французькою, англійською, італійською, вивчає німецьку.
З 1979 року — стажер, Міністерство закордонних справ і співробітництва, Ломе, Того;
У 1979—2007 рр. — викладач і завідувач кафедри філософії, Університет Ломе;
У 2008—2010 рр. — консультант, офіс ЮНЕСКО в Дакарі і в Найробі;
У 2010—2014 рр. — професор філософії та керівник групи з питань етики, Ломе;
У 2012—2014 рр. — член і експерт відділу етики ЮНЕСКО Міжнародного комітету з біоетики ЮНЕСКО;
З липня 2014 року — Надзвичайний і Повноважний Посол Того в Німеччині.
8 вересня 2016 року — вручив вірчі грамоти Президенту України Петрові Порошенку.